# 1873年恐慌

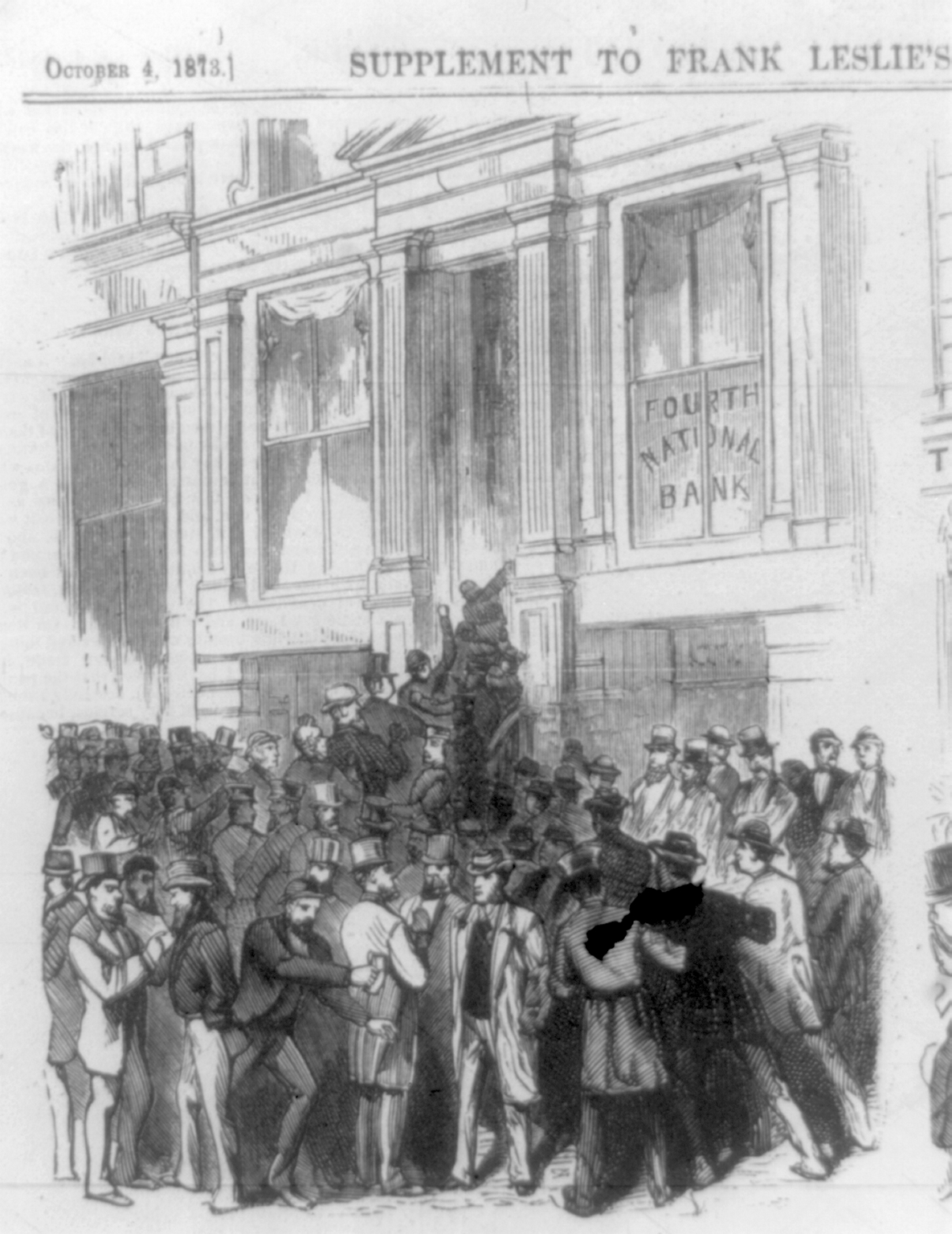
第四ナショナル銀行の取付騒動、ニューヨーク市ナッソー通り20、「フランク・レスリーの挿絵新聞」1873年10月4日版より

1873年恐慌（1873ねんきょうこう、英: Panic of 1873）は、1873年から1879年までヨーロッパと北アメリカで不況を生じさせた金融危機である。さらに長引いた国もあった。例えばイギリスでは、大不況と呼ばれる経済停滞の20年間が始まり、それまで世界経済をリードしてきた国力を弱らせた。当時は「大恐慌」とも呼ばれたが、1930年代初期に世界恐慌が起きた後は、長期不況と呼ばれるようになった。
1873年恐慌とその後の不況には幾つか潜在的な原因があった。それに関して経済史家は相対的な重要性を議論している。普仏戦争（1870年-1871年）の結果、ヨーロッパにおける戦後のインフレ、投機的投資の蔓延（圧倒的に鉄道に対する投資）、巨大な貿易赤字、経済的混乱の波紋があり、1871年のシカゴ大火、1872年のボストン大火など資産の損失があり、その他要因もあって銀行の資本準備高に大きな歪みが生まれ、1873年9月から10月にニューヨーク市の準備高は5,000万ドルから1,700万ドルまで急落した。
金融危機の最初の兆候はオーストリア＝ハンガリー帝国の首都ウィーンでの財政破綻であり、それが1873年までにヨーロッパと北アメリカの大半に広がった。

## アメリカ合衆国

### アメリカ合衆国の要因
南北戦争の後のアメリカ合衆国は、鉄道の建設で経済は好況だった。1868年から1873年の間に国内で総延長33,000マイル (53,000 km) の新線が敷設された。鉄道に対する投資の流行は、政府による土地払い下げと鉄道に対する補助金が大きな推進力となった。当時、農業を除けば鉄道産業が最大の雇用主であり、多額の金とリスクを伴っていた。投機家が大量の現金を注入して産業の異常な成長をもたらし、ドック、工場、補助設備など造りすぎた状態になっていた。それと同時に、直ぐにはあるいは早期にリターンが見込まれない計画にあまりに多くの資本が投じられた。

### 1873年貨幣鋳造法
1871年、ドイツ帝国がターレル銀貨の鋳造を停止する決断を行い、銀の需要が減り、その価格に低下圧力がかかった。これが銀を多量に産出していたアメリカでも連鎖反応を起こした。その結果としてアメリカ合衆国で銀政策を変えさせることになり、1873年貨幣鋳造法が導入された。この法ができる以前、アメリカ合衆国は通貨を金と銀で裏付けており、金貨と銀貨を鋳造していた。この法で事実上金本位制に移行させ、すなわち法定価格では銀を買わないことを意味し、あるいは一般からの銀を銀貨に転換することもしないことを意味していた（ただし、貿易ドルという形で輸出用に銀貨の鋳造を続けていた）。
貨幣鋳造法は直接銀の価格を低下させた。この事で西部の鉱業事業の利益を損ない、この法を「73年の犯罪」と呼ぶまでになった。その効果は、東洋における貿易ドルで銀を利用することと、ネバダ州バージニアシティで新しい銀の鉱脈が発見された事で幾らか緩和され、鉱業活動への新たな投資を生んだ。しかし貨幣鋳造法は国内の通貨供給量を減らさせ、利率を上げ、それによって重い負債を抱えていた農夫などに悪影響を与えた。その結果生まれた抗議の声は、この新政策がいつまで続くかという重大な疑問を投げかけた。アメリカ合衆国の金融政策が不安定であるという概念によって、投資家達は長期の債券、特に長期国債を避けるようになった。この問題は、当時その後期にあった鉄道ブームによって複雑になった。
1873年9月、アメリカ経済は危機状態になった。これは、南北戦争後に北部の鉄道ブームから上がってきた過剰な経済拡大の期間に続くものだった。1869年のブラックフライデイ恐慌、1871年のシカゴ大火、1872年の馬インフルエンザ流行、1873年の銀廃貨という一連の経済悪化要因が続いた末に、この状況になった。

#### ジェイ・クック&カンパニーの破綻
1873年9月、アメリカ合衆国の金融機関では重要な銀行であるジェイ・クック&カンパニーが、ノーザン・パシフィック鉄道の債券数百万ドルを売りさばけないことが分かった。クックの会社は他の多くと同様に鉄道に大きな投資を行っていた。投資銀行がその事業のためにより多くの資本を切望しているときに、ユリシーズ・グラント大統領の通貨供給量を下げるという金融政策（つまりは利率の増加）は、負債を抱えた者にとって事態を悪化させた。事業が拡大する一方で成長を手当てするために必要とする金が少なくなっていた。
クックなどの起業家はノーザン・パシフィック鉄道と呼ぶ第二の大陸横断鉄道を建設する計画があった。クックの会社が資金手当を行い、1870年2月15日に、ミネソタ州ダルース近くで起工式が行われた。しかしクックが1873年9月に政府借入3億ドルを回そうとしたときに、その会社の信用は無価値に近いという報告が回された。9月18日、クックの会社は破産を宣言した。

### ニューヨーク証券取引所の一時閉鎖

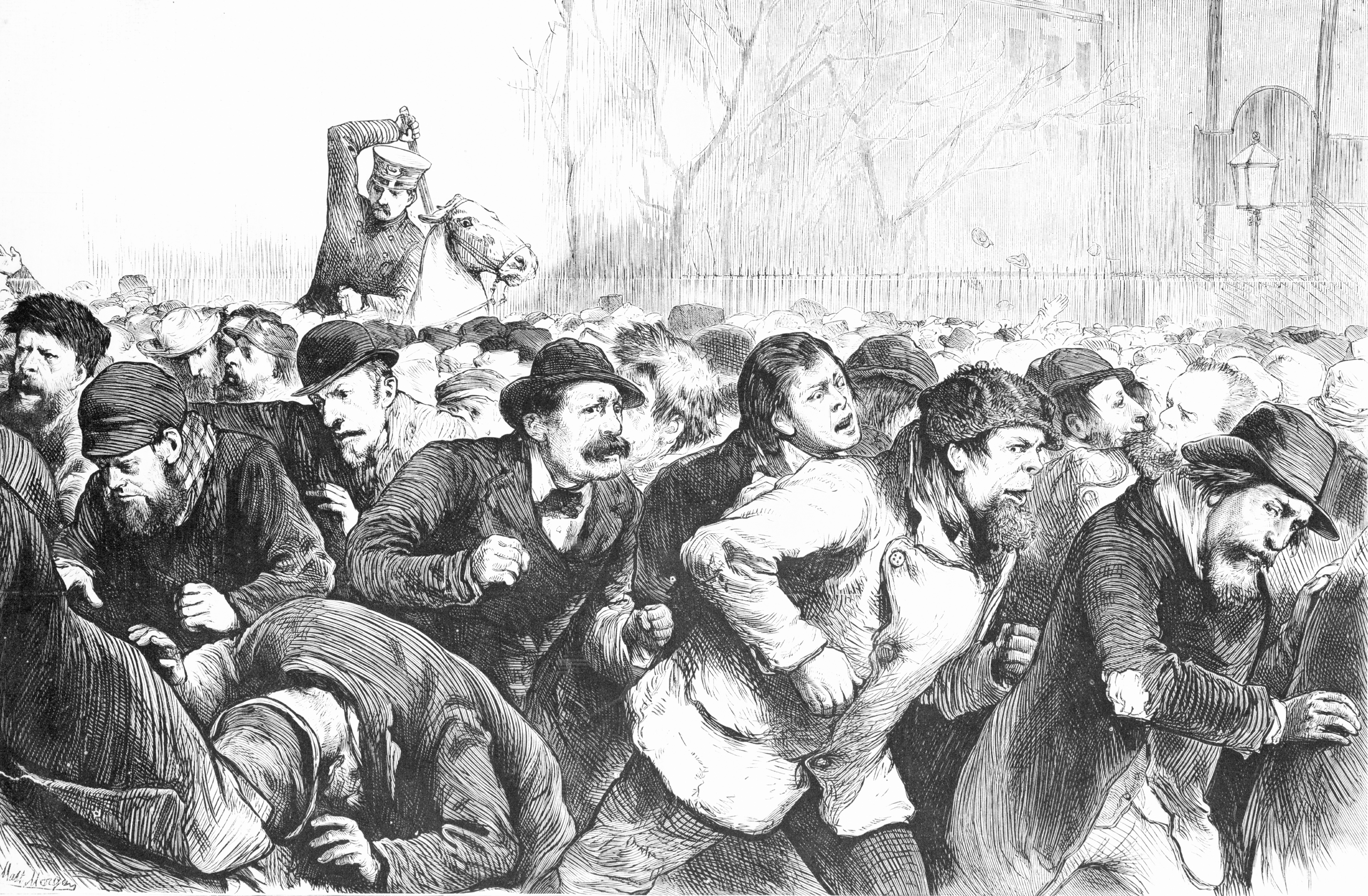
1874年のトンプキンス・スクエア公園で、失業者を激しく攻撃するニューヨーク市警官

ジェイ・クックの銀行破綻に続いて直ぐに、ヘンリー・クルーズの銀行も破綻し、銀行破綻の連鎖とニューヨーク証券取引所の一時閉鎖という事態になった。工場は労働者の解雇を始め、アメリカ合衆国は不況に陥った。恐慌の影響は直ぐにニューヨーク市で現れ、緩りとシカゴ、ネバダ州バージニアシティ、サンフランシスコと移っていった。
ニューヨーク証券取引所は9月20日から10日間閉鎖された。11月までに国内の鉄道会社の55社が破綻し、恐慌から1年以内にさらに60社が破産した。以前は経済の基盤の1つだった鉄道新線の建設は、1872年の7,500マイル (12,000 km) から1875年の1,600マイル (2,560 km) に急減した。1873年から1875年の間に18,000社が倒産した。失業率は1878年の8.25%が最大だった。建設工事が止まり、賃金がカットされ、不動産価格が下がり、企業の利益が消えた。

### アメリカ合衆国下院選挙
経済状態の悪化により、有権者が共和党から離れることになった。1874年11月のアメリカ合衆国下院選挙では、民主党が下院支配を回復した。世論は、グラント政権が南部州に対して理解しやすい政策を実行することを難しくした。北部はレコンストラクション時代からの舵切りを始めた。不況によって、南部での大規模鉄道建設計画が潰れ、多くの州は重い負債に喘ぎ、重税に苦しんだ。不況の間、南部州では経費削減が負債に対する共通の対応だった。南部州は次から次に民主党支配にもどり、共和党は権力を失っていった。

### 鉄道ストライキ
1877年、急激な賃金カットのために鉄道労働者が大ストライキを敢行した。このストライキで国内の広い範囲、特にペンシルベニア州や鉄道の大中心であるシカゴで列車が止まった。ラザフォード・ヘイズ大統領は連邦軍を派遣してストライキを止めようとし、その結果起きた衝突で100人以上が死亡した。
1877年7月、木材の市場が崩落し、ミシガン州の製材会社数社を破産に追い込んだ。その1年以内に、この第2の経営破綻の影響はカリフォルニア州にまで達した。

### 恐慌の終わり
不況は1879年春に緩和されたが、労働者と、銀行や製造業経営者との間の緊張関係は後を引くことになった。
この恐慌の終わりは、アメリカ合衆国への移民の大きな波が始まった時期と一致しており、それは1920年代初期まで続いた（→1924年移民法）。

## ヨーロッパ
恐慌と不況は全ての工業国を直撃した。

### ドイツとオーストリア・ハンガリー

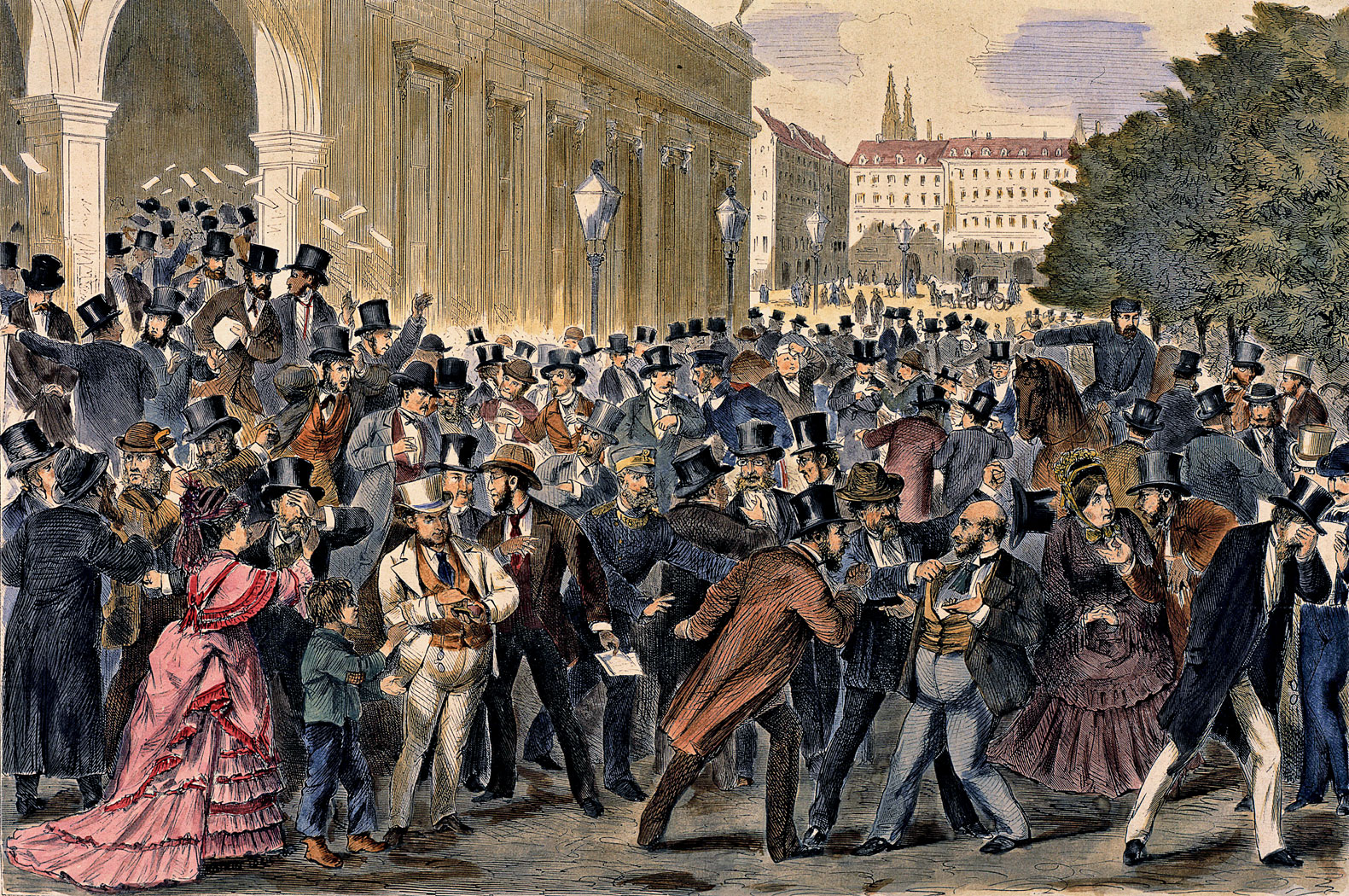
1873年5月9日のブラックフライデイ、ウィーン証券取引所

ドイツとオーストリアでは拡張し過ぎという同じような経過が起こり、1870年から1871年のドイツ統一から1873年の恐慌までの期間が、グリュンダーヤーレ（設立者の時代）と呼ばれるようになった。ドイツにおける自由化された法人法が、ドイツ銀行のような新企業の設立と、既存企業の法人化に拍車を掛けた。1871年のフランスに対する軍事的勝利の達成感と、フランスからの賠償金が入ってきたことで、鉄道、工場、ドック、蒸気船への株式市場投機を加速させた。それはアメリカ合衆国で根拠無く拡大した産業分野と同じだった。オットー・フォン・ビスマルクが銀廃貨の手続きを始めたのは、フランスに対する勝利の直後だった。この手続きは1871年11月23日に始まり、新しい統一帝国の通貨として1873年7月9日に金マルクを導入したのが頂点となり、全領土内での銀貨に代わることになった。ドイツは金本位制に移行した。銀廃貨はかくして大西洋の両側で金融危機共通の要因になった。
1873年5月9日、ウィーン証券取引所が崩壊し、偽りの拡大のバブルを維持できず、支払い不能となり、不正操作となった。一連のウィーンの銀行の破綻が続き、事業用貸付資金の縮小を起こした。1873年に破産した有名な人物の1人が、ウィーンのステファン・ケグレビッチだった。ケグレビッチは、ガボール・ケグレビッチの親戚だった。ガボール・ケグレビッチはハンガリーの忠実な財務相（1842年-1848年）であり、他の数人と共にハンガリー産業の拡大を資金手当てし、借金返済を保護する金融協会を設立した。これは1870年のクレディットシュッツフェアバンドに類似していた。それは債権者の保護と、破産した場合にメンバーの利益を保護するオーストリアの協会だった。ウィーン証券取引所崩壊後に、1873年のオーストリアで新しく多くの銀行を設立させたのがこの協会だった。ベセル・ヘンリー・シュトラウスバーグの鉄道帝国が、ルーマニア政府との破滅的な合意の後に崩壊したベルリンとは対照的に、ドイツにおける投機バブルを弾けさせた。ドイツ経済の縮小は、1873年9月フランスからドイツへの賠償金支払いが決まったことで悪化させられた。ドイツ帝国設立から2年後に訪れた恐慌は「グリュンダークラハ」すなわち「設立者の崩壊」と呼ばれた。ケグレビッチとシュトラウスバーグは現在のスロバキアにおけるプロジェクトで、1865年に直接競合しており、1870年にはハンガリー政府が、最後は1872年にオーストリアの皇帝（ハンガリー王）フランツ・ヨーゼフ1世が競合する計画の問題に決着をつけた。
外債金融の崩壊は既に予兆があったが、その年に予想された出来事は比較的重要ではなかった。1873年、ハンガリーの古都ブダとオーブダが公式にペストと統合され、ブダペストという新しい都市を形成した。ウィーンとベルリンの間の安定度の違いは、ドイツに対するフランスの賠償金が溢れてオーストリアやロシアまで行くという効果があったが、この賠償金はオーストリアの危機を悪化させた。オーストリアはドイツにおける資本の蓄積だけでなく、イングランド、オランダ、ベルギー、フランス、およびロシアにおける資本蓄積の恩恵を受けてきていた。
この金融危機からの回復はアメリカ合衆国よりもヨーロッパの方が早かった。さらにドイツ企業は、当時のアメリカの労使関係を悪化させた賃金の大幅カットというような事態を避けることができた。ドイツやオーストリアの経済回復には、小規模投資家が恐慌の間の損失をユダヤ人の所為にしていたように、反ユダヤの感情があった。偽りの拡大が再検討された。通貨配分の問題は労働経済学と資本の間の最初で最優先の所得配分問題だった。間もなく現在のクロアチア西部オパティヤに豪華なホテルや別荘が建てられ、1873年には鉄道新線がウィーン＝トリエステ線からリエカまで伸ばされ、そこからオパティヤまで路面電車で行けるようになった。港湾交通量の強力な増加により拡張への恒久的な需要が起こった。1869年にはスエズ運河が開通していた。1875年から1890年の時代はフィーウメ（リエカ）のジョバンニ・デ・キオッタの「黄金時代」になった。

### イギリス
1869年に開通したスエズ運河の建設は1873年恐慌の原因の1つだった。遙か喜望峰を回って極東から帆船で運ばれてきていた商品がイギリスの倉庫に眠っていたからだった。地中海からの偏西風が吹くために、帆船はスエズ運河利用には向いて居らず、イギリスの保税貿易には打撃になった。
イギリスでは、長い不況が倒産、失業拡大、公共事業の停止、大きな貿易不振に繋がり、不況は1897年まで続いた。

#### ドイツとの比較
1873年から1896年の不況の間に、ヨーロッパの国々の大半は劇的な物価下落を経験した。それでも、多くの会社は生産効率を改善させるようになり、高い労働生産性を確保した。結果として、工業生産高はイギリスで40%、ドイツで100%以上増加した。この2国の資本形成率を比較すると、異なる工業成長率が明らかになる。不況の間にイギリスの国民純生産に対する国民純資本の形成率は11.5%から6.0%に下降し、ドイツは10.6%から15.9%に上昇した。つまるところ、不況が進行する間にイギリスは静的な供給調整を行い、一方ドイツは実効需要を刺激し、資本形成を増加調整することで工業供給能力を拡大した。
例えば、ドイツは送電線、道路、鉄道の管理のような社会インフラに関する投資を劇的に増加させたのに対し、イギリスはこれを止めるか減らし、投資がドイツにおける工業需要に刺激を与えた。その結果、資本形成率の違いが2国の工業生産におけるレベルの違いとなり、不況期またその後の成長率の違いとなった。

### オスマン帝国
周辺部にあったオスマン帝国の経済も苦痛を味わった。外国貿易の成長率が低下し、外国との貿易条件が悪化し、小麦価格の低下が小作人に影響し、オスマン帝国の財政をヨーロッパ諸国が支配するようになって、海外に大きな負債を負った。農業と建材生産の成長率は、その後の時代よりもこの「大恐慌」の時代に低かった。

### ラテン通貨同盟
銀の一般的な廃貨と安価化が1873年のラテン通貨同盟結成に繋がり、銀の通貨への転換が停止された。

## 地球的保護主義
1873年の不況後、農業と工業の経営者が保護関税についてロビー活動を行った。1879年間税はこれら受益者を保護し、国の干渉を通じて経済回復を促し、ビスマルクやカナダ首相のジョン・A・マクドナルドなど保守派政治家に対する支持を呼び戻した。宰相ビスマルクは1870年の古典的自由主義経済政策から次第に逸れて、高関税、鉄道の国有化、強制的社会保障など多くの保守的かつ進歩的政策を採るようになった。この政治と経済のナショナリズムは、ドイツとカナダの古典的自由主義政党の資産を減らした。フランスはイギリスと同様に1897年まで続く長期不況に入っていた。フランスも関税の操作で経済問題を克服しようとした。1880年および1892年の新法で、多くの農業および工業輸入品に厳格な関税を課し、保護主義を目指した。アメリカ合衆国は今だ南北戦争の後の時代にあり、強い保護主義者であり続けた。

### 年鑑
- Appleton's Annual Cyclopedia...for 1873 (1879) - Google ブックス
- Appleton's Annual Cyclopedia...for 1875 (1877) - Google ブックス
- Appleton's Annual Cyclopedia...for 1876 (1885) - Google ブックス
- Appleton's Annual Cyclopedia...for 1877 (1878) - Google ブックス